# Campionati mondiali di tiro al bersaglio mobile 1975
I campionati mondiali di tiro 1975 furono la quinta edizione dei campionati mondiali di questo sport e si disputarono a Monaco di Baviera.

## Risultati

### Uomini

#### Bersaglio mobile
| Evento        | Oro                                                                       | Oro       | Argento                                                | Argento   | Bronzo                                                                            | Bronzo    |
| Evento        | Atleta                                                                    | Risultato | Atleta                                                 | Risultato | Atleta                                                                            | Risultato |
| 50m           | Valeri Postoyanov                                                         | 577       | Helmut Bellingrodt                                     | 571       | Giovanni Mezzani                                                                  | 569       |
| 50m a squadre | Unione Sovietica Alexandr Kediarov Z. Jogi M. Petrovich Valeri Postoyanov | 1520      | Ungheria Tibor Bodnar J. Madai Gyula Szabo J. Szekeres | 1478      | Germania Ovest Guenther Danne Wolfgang Hamberger Thomas Lederer Christoph Zeisner | 1477      |

## Medagliere
Nazione ospitante
| Posiz. | Nazione          | Oro | Argento | Bronzo | Totale |
| ------ | ---------------- | --- | ------- | ------ | ------ |
| 1      | Unione Sovietica | 2   | 0       | 0      | 2      |
| 2      | Colombia         | 0   | 1       | 0      | 1      |
| 2      | Ungheria         | 0   | 1       | 0      | 1      |
| 4      | Italia           | 0   | 0       | 1      | 1      |
| 4      | Germania Ovest   | 0   | 0       | 1      | 1      |